# Fursuit
En fursuit er et kostume udformet som et dyr. Fursuits kan benyttes for sjov, som arbejde eller for velgørenhed.
Begrebet "fursuit" menes at være blevet skabt i 1993 af Robert King og kan også referere til dyremaskotkostumer i almindelighed i modsætning til menneskelige maskotter eller maskotter udformet som ting.
Fursuits associeres med furry fandom, en fandom dedikeret til antropomorfiske dyrefigurer, hvor bæreren måske benytter en anden personlighed, mens vedkommende har kostumet på.

## Udformning
Mange dragter omfatter speciel polstring eller andet, der kan give figuren det ønskede udseende, noget der især er relevant ved større figurer eller dem med et bestemt køn. Prisen for et kostume kan variere fra få hundrede til titusinder af kroner, afhængig af de benyttede materialer og hvor kompleks dragten skal være.
Der er blevet udviklet et type kendt som tre fjerdedeles dragt, der består af hoved, arme og bukser udformet til at se ud som ben, fødder og hale af et bestemt dyr eller med en torso i stedet for ben. Denne form for fursuit fungerer godt for figurer, der kun er iført T-shirt eller bukser.
Fursuits kan være dyre at rengøre.

## Brug
Dyrekostumer har været en del af menneskelig kultur siden forhistorisk tid. Nogle af traditionerne fra dengang har overlevet så som ved festivallen Kurentovanje i slovenske Ptuj, hvor deltagerne er klædt i kostumer af fåre- eller kaninskind med fjer og dyrehorn som del af et frugtbarhedsritual. Den amerikanske cirkusdirektør P.T. Barnum havde en mand klædt ud i en fursuit som en "abemand", der spiste råt kød, som del af sit show i London i 1846.
Fursuits er blevet brugt som kostumer i film og tv-serier. Fursuiten der blev benyttet i tv-serien Harry and the Hendersons kostede 1 mio. USD. Fursuits har også været involveret i hændelser, hvor folk mente at have set Bigfoot. 
Nogle deltagere i rollespil laver omfattende kostumer, herunder fursuits, til deres figurer med vægt på japansk popkultur så som manga, anime og videospil.
Nogle fans bruger fursuits som et arbejde eller til at skaffe opmærksomhed ved begivenheder eller velgørenhed. Det kan omfatte maskotter ved sportskampe, men her bør det dog bemærkes, at ikke alle maskotter er fursuiters og omvendt. Mange er hyret gennem et bureau til at repræsentere en figur, mens andre tager deres egne kreationer med til begivenheder i stedet.